# Jesper Svenbro
Jesper Svenbro est un poète, historien, helléniste et philologue suédois, membre de l'Académie suédoise, né en 1944 à Landskrona. 

## Biographie
Svenbro a suivi des études de lettres classiques à l'Université de Lund où il a soutenu, en français une thèse de doctorat en 1976 intitulée La Parole et le marbre : aux origines de la poétique grecque, sur l'oralité poétique en Grèce antique. Grand spécialiste de la civilisation hellénistique, il a notamment écrit Phrasikleia : anthropologie de la lecture en Grèce ancienne (1988) et Le Métier de Zeus. Mythe du tissage et du tissu dans le monde gréco-romain (en collaboration avec John Scheid) en 1994. Il a été directeur de recherche au CNRS et a appartenu au Centre Louis Gernet du CNRS à Paris. En 2006, il est élu membre de l'Académie suédoise, succédant au poète Östen Sjöstrand au siège n° 8.
Ses poèmes ont été, pour la plupart, publiés dans diverses revues universitaires.

## Articles
- Avec Alain Schnapp, « Entretien avec Jesper Svenbro », Perspective, 1 | 2019, 119-133 [mis en ligne le 30 décembre 2019, consulté le 07 février 2022. URL : http://journals.openedition.org/perspective/12933 ; DOI : https://doi.org/10.4000/perspective.12933].